# Visible World
Visible World från 1996 är ett studioalbum av den norske saxofonisten Jan Garbarek.

## Låtlista
Låtarna är skrivna av Jan Garbarek om inget annat anges.
1. Red Wind – 3:53
2. The Creek – 4:33
3. The Survivor – 4:47
4. The Healing Smoke – 7:16
5. Isible World – Chiaro – 4:10
6. Desolate Mountains I – 6:48
7. Desolate Mountains II – 6:03
8. Visible World – Scuro – 4:34
9. Giulietta – 3:47
10. Desolate Mountains III – 1:34
11. Pygmy Lullaby (trad) – 6:15
12. The Quest – 3:00
13. The Arrow – 4:23
14. The Scythe – 1:50
15. Evening Land (Jan Garbarek/Mari Boine) – 12:30

## Medverkande
- Jan Garbarek – sopran- och tenorsax, keyboards, slagverk, klarinett
- Rainer Brüninghaus – piano (spår 3, 4, 6, 7, 10, 11), syntheziser (spår 12)
- Eberhard Weber – bas (spår 2, 3, 7, 8, 11, 12)
- Manu Katché – trummor (spår 2, 3, 11, 13)
- Marilyn Mazur – trummor (spår 6, 7, 9), slagverk (spår 4, 5, 8, 9, 11–13, 15)
- Trilok Gurtu – tabla (spår 13)
- Mari Boine – sång (spår 15)

## Listplaceringar i Norden
| Lista (1996) | Topplacering |
| ------------ | ------------ |
| Sverige      | 44           |
| Norge        | 3            |